# Mirbelia multicaulis
Mirbelia multicaulis är en ärtväxtart som först beskrevs av Porphir Kiril Nicolai Stepanowitsch Turczaninow, och fick sitt nu gällande namn av George Bentham. Mirbelia multicaulis ingår i släktet Mirbelia och familjen ärtväxter. Inga underarter finns listade i Catalogue of Life.